# Randi Kolstad
Randi Kolstad, född Ballestad 23 maj 1925 i Skien, död 6 oktober 1999 i Oslo, var en norsk skådespelare. Hon var gift med Lasse Kolstad 1946–1955.
Kolstad debuterade i filmen Kranes konditori 1951 och spelade därefter i en rad norska och svenska filmer.
Tillsammans med Lennart Hyland lanserade Kolstad i det mycket populära radioprogramserien Över alla gränser namnet Morokulien för ett sex hektar stort område på ömse sidor av gränsen vid 1914 års fredsmonument, som står i norska Eidskogs kommun och svenska Eda kommun där programserien sändes från.

## Filmografi (urval)
- 1951 – Kranes konditori
- 1952 – Vi vil skilles
- 1952 – Nödlandning
- 1953 – Brudebuketten
- 1955 – Ute blåser sommarvind
- 1956 – På solsiden
- 1957 – Sjutton år
- 1958 – Lån meg din kone
- 1962 – Sønner av Norge kjøper bil
- 1966 – Hurra for Andersens!